# Споменик природе Прераст у Доброселици
Прераст у атару села Доброселица је природни камени мост, у народу познат као Шупљица или Точковића пећина, на јужном ободу планине Златибор.
Образован је на крају јаружасте долине усечене у тамним кристаластим шкриљцима, на локалитету Точковица, где се сада слаб водени ток пробија кроз уску и ниску кречњачку греду. Пећински канал је дугачак 48 m, широк 12 m и висок на горњем улазу 12 m, а на излазу 16 m. По својим димензијама, спада међу шест највећих природних камених мостова у Србији. 
Прераст код Доброселице је једини такав геоморфолошки објекат у западној Србији и налази се на листи националног геонаслеђа. По својим димензијама спада међу шест највећих природних камених мостова у нашој земљи. Представља природну реткост од изузетног значаја за науку, али и за туризам на Златибору.